# Обервира
Обервира (њем. Oberwiera) општина је у њемачкој савезној држави Саксонија. Једно је од 33 општинска средишта округа Цвикау. Према процјени из 2010. у општини је живјело 1.169 становника. Посједује регионалну шифру (AGS) 14524240.

## Географски и демографски подаци
Обервира се налази у савезној држави Саксонија у округу Цвикау. Општина се налази на надморској висини од 268 метара. Површина општине износи 14,3 km². У самом мјесту је, према процјени из 2010. године, живјело 1.169 становника. Просјечна густина становништва износи 82 становника/km².

## Међународна сарадња
| Мјесто | Држава    | Врста сарадње | Од    |
| ------ | --------- | ------------- | ----- |
|        | Француска | партнерство   | 1991. |
| Извор  |           |               |       |